# クリストゥル・ハース
クリストゥル・ハース（Christl Haas、1943年9月13日 - 2001年7月8日）はオーストリアのアルペンスキー選手。1964年、68年の冬季オリンピックに出場し、それぞれ金メダル、銅メダルを獲得した。

## 経歴
アルペンスキーのコースがあることで知られるKitzbühelのHahnenkammで育つ。ワールドカップの滑降で計4度優勝している。フランス、シャモニーで開催された1962年のアルペンスキー世界選手権の滑降で金メダルを獲得した。
20歳の時のインスブルックオリンピックの滑降で金メダルを獲得し、国民的英雄となった。母国で金メダルを獲得したこともあり、瞬時にスーパースターとなった。1968年グルノーブルオリンピックでも銅メダルを獲得した。
競技引退後はスキーのインストラクターとなり、Sankt Johannにスポーツ用品店を開いた。オーストリアの金メダリストとして、リュージュ選手Josef Feistmantlとともに1976年インスブルックオリンピック開会式での聖火の点火者に選ばれた。2001年、トルコ、アンタルヤで地中海を泳いでいる最中に心臓発作を起こし、それが原因で亡くなった。